# Aleksandrów Czwarty
Aleksandrów Czwarty (Aleksandrów IV) – część wsi Aleksandrów w Polsce, położona w województwie lubelskim, w powiecie biłgorajskim, w gminie Aleksandrów.
Stanowi zachodnią część Aleksandrowa, najdłuższej wsi w województwie lubelskim.
W latach 1975–1998 miejscowość administracyjnie należała do województwa zamojskiego.
Wierni Kościoła rzymskokatolickiego należą do parafii Matki Bożej Nieustającej Pomocy w Aleksandrowie.